# Onthophagus dicranius
Onthophagus dicranius là một loài bọ cánh cứng trong họ Bọ hung (Scarabaeidae).